# إلين جونسون سيرليف
إلين جونسون سيرليف (بالإنجليزية: Ellen Johnson-Sirleaf)‏ (وُلدت في 29 أكتوبر 1938) هي سياسية ليبيرية شغلت منصب رئيسة ليبيريا الرابعة والعشرين منذ عام 2006 وحتى عام 2018. انتُخبت سيرليف لتصبح أول رئيسة دولة أنثى في أفريقيا.
وُلدت إلين جونسون سيرليف في مونروفيا لوالد من قبائل غولا ووالدة كروألمانية. تعلمت في كلية غرب أفريقيا. أكملت تعليمها في الولايات المتحدة، حيث درست في كلية ماديسون للأعمال وجامعة هارفارد. عادت إلى ليبيريا لتعمل في حكومة ويليام تولبيرت بمنصب نائب وزير المالية منذ عام 1971 وحتى عام 1974. عملت أيضًا لاحقًا في الغرب، لصالح البنك الدولي في الكاريبي وأمريكا اللاتينية. عُيّنت في عام 1979 في منصب وزيرة المالية، وبقيت فيه حتى عام 1980.
بعد استحواذ صمويل دو على السلطة تلك السنة في انقلاب وإعدامه تولبيرت، فرّت سيرليف إلى الولايات المتحدة. عملت لصالح سيتي بنك ثم إكوايتر بنك. عادت إلى ليبيريا لتنافس على مقعد سيناتوري لمقاطعة مونتسيرادو عام 1985، في انتخابات كانت موضع خلاف.
استمرت سيرليف بالعمل في السياسية. حصلت على المركز الثاني في الانتخابات الرئاسية لعام 1997، التي فاز بها تشارلز تايلور.
فازت بانتخابات عام 2005 وتولت المنصب في 16 يناير عام 2006. أُعيد انتخابها في عام 2011. كانت أول امرأة في أفريقيا تُنتخب لمنصب رئيسة بلدها. فازت بجائزة نوبل للسلام عام 2011، اعترافًا بجهودها لإشراك النساء في عملية حفظ السلام. حصلت على عدة جوائز أخرى لقيادتها.
انتُخبت سيرليف في يونيو عام 2016 لمنصب رئيس المجموعة الاقتصادية لدول غرب أفريقيا، ما جعلها أول امرأة تشغل المنصب منذ إنشائه.

## التكريمات والجوائز
في عام 2011، مُنحت سيرليف جائزة نوبل للسلام بالمشاركة مع ليما غبوي من ليبيريا وتوكل كرمان من اليمن. مُيِّزت النساء الثلاث »لكفاحهن السلمي لسلامة النساء وحقوق النساء في المشاركة الكاملة في عمل بناء السلام«. مُنحت سيرليف جائزة أنديرا غاندي من قبل الرئيس الهندي براناب مخرجي في 12 سبتمبر عام 2013. في عام 2016، أُدرجت في المرتبة الثالثة والثمانين في قائمة أكثر النساء تأثيرًا في العالم من قبل مجلة فوربس.

## خلفية عائلتها
كان والد سيرليف من قبائل غولا ووالدتها من أصل مختلط كروّيّ وألماني.
في حين أنها لم تكن أمريكية ليبيرية من ناحية الأصل، بسبب نشأة والديها وتعليمها الخاص في الغرب، تُعتبر سيرليف ثقافيًا أمريكية ليبيرية من قبل بعض المراقبين، أو يُفترض أنها أمريكية ليبيرية. نشأ كلا والديها في مونروفيا، وهي مركز التأثير الأمريكي الليبيري، بعد ولادتهما في مناطق ريفية فقيرة. لا تُعرِّف سيرليف نفسها على هذا النحو.
وُلد والد سيرليف، جاهمال كارني جونسون، لعائلة من الغولا في منطقة ريفية فقيرة. كان ابن رئيس صغير في قبائل غولا اسمه جاهمال كارني وإحدى زوجاته، واسمها جنة، في جوليجواه، مقاطعة بومي. أُرسل والدها إلى مونروفيا لغرض التعليم، حيث غيّر لقبه إلى جونسون بسبب ولاء والده للرئيس هيلاري آر. دبليو. جونسون، وهو أول رئيس لليبيريا من مواليد البلد. نشأ جاهمال جونسون في مونروفيا، حيث ربّته عائلة أمريكية ليبيرية لقبها ماكريتي. دخل السياسة لاحقًا؛ كان أول ليبيري من مجموعة عرقية أصلية يُنتخب للهيئة التشريعية الوطنية للبلاد.
وُلدت والدة سيرليف في حالة فقر أيضًا، في غرينفيل. أرسلت جدتها، جوا ساروي، والدةَ سيرليف إلى العاصمة، مونروفيا، عندما جُبر زوجها الألماني (جد سيرليف) على الهرب من البلاد بعد إعلان ليبيريا الحرب على ألمانيا خلال الحرب العالمية الأولى. تبنّت سيسيليا دنبار، وهي فرد من عائلة أمريكية ليبيرية بارزة في العاصمة، والدةَ سيرليف وربّتها.

## نشأتها وحياتها المهنية

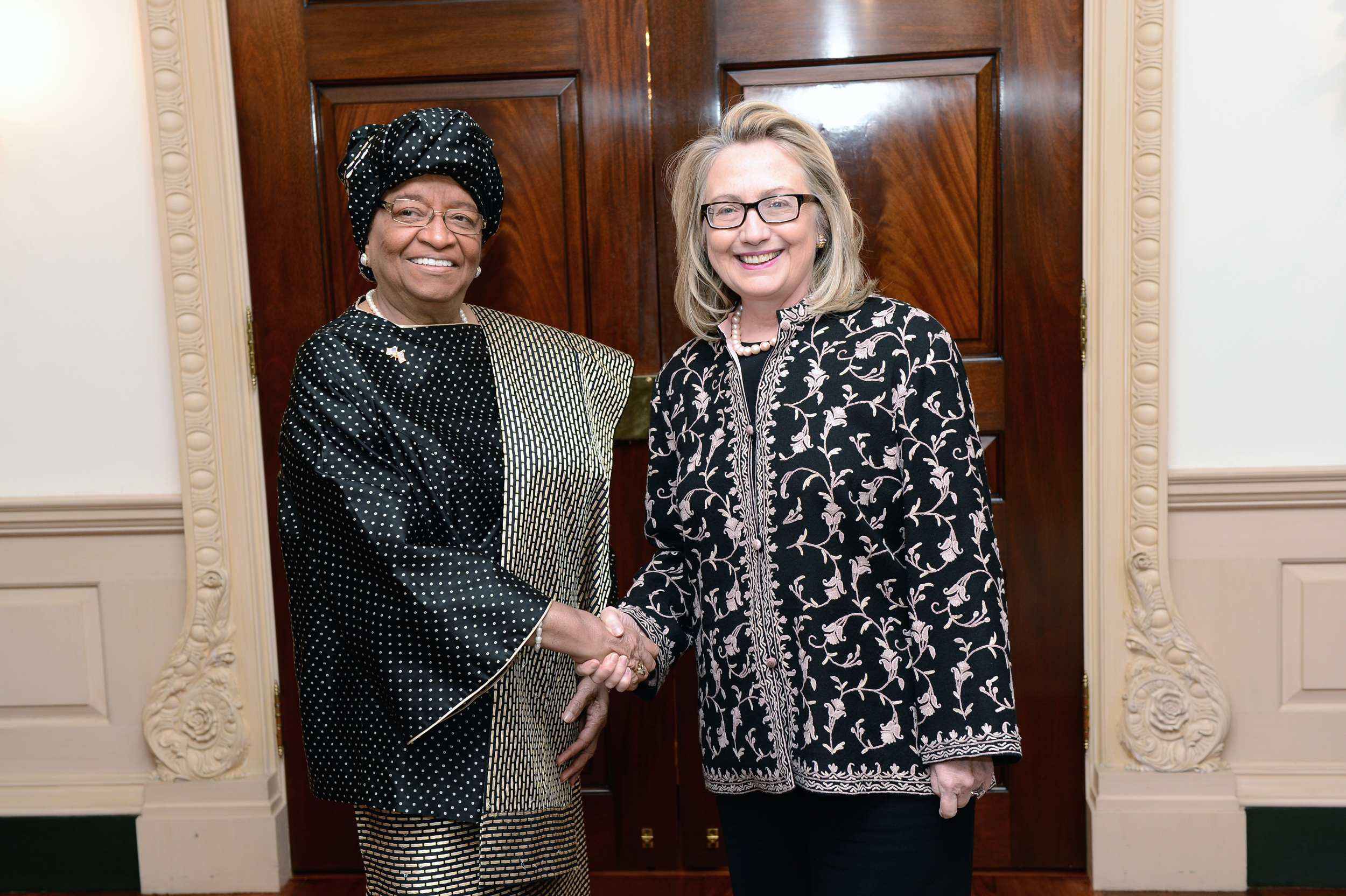
سيرليف مع وزيرة الخارجية الأمريكية هيلاري كلينتون ، واشنطن العاصمة ، 2013

وُلدت سيرليف في مونروفيا عام 1938. ارتادت كلية غرب أفريقيا، التي كانت مدرسة تحضيرية، منذ عام 1948 وحتى عام 1955. تزوجت جيمس سيرليف عندما كانت في السابعة عشرة. أنجب الزوجان أربعة أبناء معًا، وانشغلت هي بكونها ربة منزل. في وقت مبكر من زواجهما، عمل جيمس في قسم الزراعة، وعملت سيرليف بوظيفة أمينة الصندوق لمتجر تصليح سيارات.

## مسيرتها
ولدت إلين جونسون في مونروفيا عام 1938 ودرست العلوم الاقتصادية من عام 1948 لغاية عام 1955 في كلية غرب أفريقيا في مونروفيا. وتزوجت من جيمس سيرليف عندما كانت في سن 17 عاماً وسافرت معه إلى الولايات المتحدة في عام 1961 لمواصة دراستها في مجال الاقتصاد والعلوم السياسية. وفي عام 1971 عادت إلى وطنها للعمل في حكومة وليام تولبرت.

### وزيرة المالية
وبدأت سيرليف مشوارها في الحكومة الليبيرية في منصب مساعدة وزير المالية. ووصلت إلى منصب وزيرة المالية أثناء حكم تولبرت، من عام 1979 حتى الانقلاب العسكري في السنة التالية حينما غادرت البلاد.
وانتقلت سيرليف إلى واشنطن حيث عملت في البنك الدولي وفي بنوك أخرى وفروعها في الدول الأفريقية.

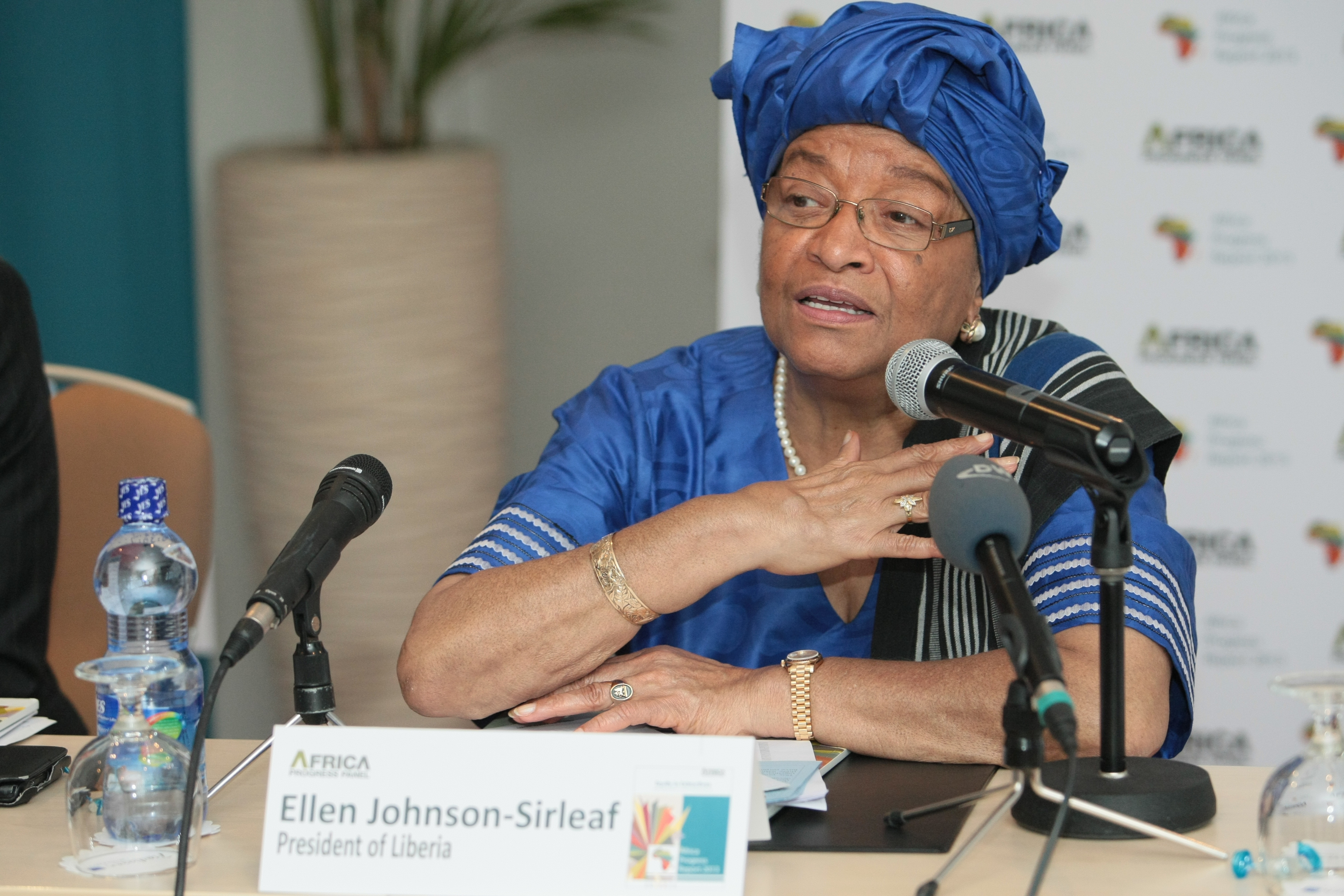
إلين جونسون سيرليف رئيسة ليبيريا الحاصلة على جائزة نوبل للسلام في اجتماع بأديس أبابا

### الترشح لمنصب نائبة الرئيس
عادت سيرليف عام 1985 إلى ليبيريا للمشاركة في السباق الانتخابي كمرشحة لمنصب نائبة الرئيس. لكن الديكتاتور صامويل دوي أمر بوضعها تحت الإقامة الجبرية، ليتم الإفراج عنها بعد قليل بطلب من المجتمع الدولي.
تم ترشيحها في انتخابات عام 1997 وحصلت على المركز الثاني مع فارق بسيط. وبعد الانقلاب على حكم دوي الذي قاده تشارلز تايلور كانت سيرليف في البداية من مؤيدي تايلور إلا انها انتقلت بعد قليل إلى معسكر المعارضة.

### الرئاسة
فازت سيرليف في انتخابات 2005 التي أنهت الحرب الأهلية التي استمرت 14 سنة، شغلت منصب الرئيس منذ 16 يناير 2006. وبذلك أصبحت أول امرأة تنتخب لرئاسة دولة أفريقية بطريقة ديمقراطية.

## مؤلفاتها
- هذه الطفلة ستكون عظيمة الشأن: مذكرات حياة حافلة لأول رئيسة أفريقية

## روابط خارجية
- إلين جونسون سيرليف على موقع IMDb (الإنجليزية)
- إلين جونسون سيرليف على موقع الموسوعة البريطانية (الإنجليزية)
- إلين جونسون سيرليف على موقع مونزينجر (الألمانية)
- إلين جونسون سيرليف على موقع إن إن دي بي (الإنجليزية)